# 류 소총
류 소총은 류칭언이 설계한 중국의 실험용 소총이다. 덴마크 방 소총 파생이다. 7.9 x 57mm 탄을 사용한다.